# Список грошових одиниць країн світу

США, здійснює емісію долара США
Країни, в яких долар США є офіційним платіжним засобом
Валюти, повністю прив'язані до долара
Валюти, частково прив'язані до долара
Єврозона, здійснює емісію євро
Країни, в яких євро є офіційним платіжним засобом
Валюти, повністю прив'язані до євро
Валюти, частково прив'язані до євро

Нижче наведено список грошових одиниць країн світу. В світі існує близько 180 грошових одиниць, з них приблизно 50 прив'язані до іншої грошової одиниці (наприклад, саудівський ріал прив'язаний до долара США у відношенні 3.75:1). Деякі країни не мають власної грошової одиниці і використовують грошову одиницю іншої, зазвичай сусідньої, держави (наприклад, Ліхтенштейн використовує швейцарський франк). Часто інші держави використовують долар США, австралійський долар, новозеландський долар та південноафриканський ранд. Куба є єдиною державою яка має дві власні грошої одиниці: кубинський песо та кубинський конвертований песо.
Існують чотири блоки держав які використовують спільну грошову одиницю яка не належить якійсь одній певній державі:
- Євро, використовують 20 держав Європейського Союзу (так звана єврозона), чотири держави за договором із ЄЦБ та дві держави без погодження.
- Західноафриканський франк, використовують вісім держав Західної Африки.
- Центральноафриканський франк, використовують шість держав Центральної Африки.
- Східнокарибський долар, використовують всі сім держав Організації Східнокарибських держав.

Деякі залежні території мають свої власні грошові одиниці, відмінні від грошових одиниць своїх метрополій (наприклад, численні британські заморські володіння, які мають свої версії фунта, які, однак, прив'язані один до одного до британського фунта). В цьому списку наведені лише ті залежні території, які мають власну грошову одиницю. Також, і деякі держави з обмеженим визнанням мають власні грошові одиниці, хоча у випадках коли така державність є прикриттям окупації частини території однієї держави іншою, зазвичай така держава з обмеженим визнанням використовує грошову одиницю держави-окупанта (наприклад, у Північному Кіпрі використовують турецьку ліру, а в Північній Осетії використовують російський рубль). В цьому списку наведені лише ті держави з обмеженим визнанням, які мають власну грошову одиницю.
     — країни, які користуються грошовою одиницею іншої країни

## Європа
| Країна               | Грошова одиниця                        | Сота частина              | Оригінальна назва | Символ або абр. | Код ISO | Центральний банк                                                        | Курс до гривні   | Курс до долара США | Попередник                         |
| -------------------- | -------------------------------------- | ------------------------- | --- | --------------- | ------- | ----------------------------------------------------------------------- | ---------------- | ------------------ | ---------------------------------- |
| Австрія              | Євро                                   | Євроцент                  | англ. Euro грец. Ευρώ ест. Euro ірл. Euro ісп. Euro італ. Euro кат. Euro латис. Eiro лит. Euras мальт. Ewro нід. Euro нім. Euro порт. Euro словац. Euro словен. Evro хорв. Euro фін. Euro фр. Euro | €               | EUR     | Європейський центральний банк та Європейська система центральних банків | 1₴ = 0,02144 EUR | $1 = 0,8833 EUR    | Австрійський шилінг                |
| Андорра              | Євро                                   | Євроцент                  | англ. Euro грец. Ευρώ ест. Euro ірл. Euro ісп. Euro італ. Euro кат. Euro латис. Eiro лит. Euras мальт. Ewro нід. Euro нім. Euro порт. Euro словац. Euro словен. Evro хорв. Euro фін. Euro фр. Euro | €               | EUR     | Європейський центральний банк та Європейська система центральних банків | 1₴ = 0,02144 EUR | $1 = 0,8833 EUR    | Французький франк Іспанська песета |
| Бельгія              | Євро                                   | Євроцент                  | англ. Euro грец. Ευρώ ест. Euro ірл. Euro ісп. Euro італ. Euro кат. Euro латис. Eiro лит. Euras мальт. Ewro нід. Euro нім. Euro порт. Euro словац. Euro словен. Evro хорв. Euro фін. Euro фр. Euro | €               | EUR     | Європейський центральний банк та Європейська система центральних банків | 1₴ = 0,02144 EUR | $1 = 0,8833 EUR    | Бельгійський франк                 |
| Ватикан              | Євро                                   | Євроцент                  | англ. Euro грец. Ευρώ ест. Euro ірл. Euro ісп. Euro італ. Euro кат. Euro латис. Eiro лит. Euras мальт. Ewro нід. Euro нім. Euro порт. Euro словац. Euro словен. Evro хорв. Euro фін. Euro фр. Euro | €               | EUR     | Європейський центральний банк та Європейська система центральних банків | 1₴ = 0,02144 EUR | $1 = 0,8833 EUR    | Ватиканська ліра                   |
| Греція               | Євро                                   | Євроцент                  | англ. Euro грец. Ευρώ ест. Euro ірл. Euro ісп. Euro італ. Euro кат. Euro латис. Eiro лит. Euras мальт. Ewro нід. Euro нім. Euro порт. Euro словац. Euro словен. Evro хорв. Euro фін. Euro фр. Euro | €               | EUR     | Європейський центральний банк та Європейська система центральних банків | 1₴ = 0,02144 EUR | $1 = 0,8833 EUR    | Грецька драхма                     |
| Естонія              | Євро                                   | Євроцент                  | англ. Euro грец. Ευρώ ест. Euro ірл. Euro ісп. Euro італ. Euro кат. Euro латис. Eiro лит. Euras мальт. Ewro нід. Euro нім. Euro порт. Euro словац. Euro словен. Evro хорв. Euro фін. Euro фр. Euro | €               | EUR     | Європейський центральний банк та Європейська система центральних банків | 1₴ = 0,02144 EUR | $1 = 0,8833 EUR    | Естонська крона                    |
| Ірландія             | Євро                                   | Євроцент                  | англ. Euro грец. Ευρώ ест. Euro ірл. Euro ісп. Euro італ. Euro кат. Euro латис. Eiro лит. Euras мальт. Ewro нід. Euro нім. Euro порт. Euro словац. Euro словен. Evro хорв. Euro фін. Euro фр. Euro | €               | EUR     | Європейський центральний банк та Європейська система центральних банків | 1₴ = 0,02144 EUR | $1 = 0,8833 EUR    | Ірландський фунт                   |
| Іспанія              | Євро                                   | Євроцент                  | англ. Euro грец. Ευρώ ест. Euro ірл. Euro ісп. Euro італ. Euro кат. Euro латис. Eiro лит. Euras мальт. Ewro нід. Euro нім. Euro порт. Euro словац. Euro словен. Evro хорв. Euro фін. Euro фр. Euro | €               | EUR     | Європейський центральний банк та Європейська система центральних банків | 1₴ = 0,02144 EUR | $1 = 0,8833 EUR    | Іспанська песета                   |
| Італія               | Євро                                   | Євроцент                  | англ. Euro грец. Ευρώ ест. Euro ірл. Euro ісп. Euro італ. Euro кат. Euro латис. Eiro лит. Euras мальт. Ewro нід. Euro нім. Euro порт. Euro словац. Euro словен. Evro хорв. Euro фін. Euro фр. Euro | €               | EUR     | Європейський центральний банк та Європейська система центральних банків | 1₴ = 0,02144 EUR | $1 = 0,8833 EUR    | Італійська ліра                    |
| Кіпр                 | Євро                                   | Євроцент                  | англ. Euro грец. Ευρώ ест. Euro ірл. Euro ісп. Euro італ. Euro кат. Euro латис. Eiro лит. Euras мальт. Ewro нід. Euro нім. Euro порт. Euro словац. Euro словен. Evro хорв. Euro фін. Euro фр. Euro | €               | EUR     | Європейський центральний банк та Європейська система центральних банків | 1₴ = 0,02144 EUR | $1 = 0,8833 EUR    | Кіпрський фунт                     |
| Косово               | Євро                                   | Євроцент                  | англ. Euro грец. Ευρώ ест. Euro ірл. Euro ісп. Euro італ. Euro кат. Euro латис. Eiro лит. Euras мальт. Ewro нід. Euro нім. Euro порт. Euro словац. Euro словен. Evro хорв. Euro фін. Euro фр. Euro | €               | EUR     | Європейський центральний банк та Європейська система центральних банків | 1₴ = 0,02144 EUR | $1 = 0,8833 EUR    | Німецька марка                     |
| Латвія               | Євро                                   | Євроцент                  | англ. Euro грец. Ευρώ ест. Euro ірл. Euro ісп. Euro італ. Euro кат. Euro латис. Eiro лит. Euras мальт. Ewro нід. Euro нім. Euro порт. Euro словац. Euro словен. Evro хорв. Euro фін. Euro фр. Euro | €               | EUR     | Європейський центральний банк та Європейська система центральних банків | 1₴ = 0,02144 EUR | $1 = 0,8833 EUR    | Латвійський лат                    |
| Литва                | Євро                                   | Євроцент                  | англ. Euro грец. Ευρώ ест. Euro ірл. Euro ісп. Euro італ. Euro кат. Euro латис. Eiro лит. Euras мальт. Ewro нід. Euro нім. Euro порт. Euro словац. Euro словен. Evro хорв. Euro фін. Euro фр. Euro | €               | EUR     | Європейський центральний банк та Європейська система центральних банків | 1₴ = 0,02144 EUR | $1 = 0,8833 EUR    | Литовський лит                     |
| Люксембург           | Євро                                   | Євроцент                  | англ. Euro грец. Ευρώ ест. Euro ірл. Euro ісп. Euro італ. Euro кат. Euro латис. Eiro лит. Euras мальт. Ewro нід. Euro нім. Euro порт. Euro словац. Euro словен. Evro хорв. Euro фін. Euro фр. Euro | €               | EUR     | Європейський центральний банк та Європейська система центральних банків | 1₴ = 0,02144 EUR | $1 = 0,8833 EUR    | Люксембурзький франк               |
| Мальта               | Євро                                   | Євроцент                  | англ. Euro грец. Ευρώ ест. Euro ірл. Euro ісп. Euro італ. Euro кат. Euro латис. Eiro лит. Euras мальт. Ewro нід. Euro нім. Euro порт. Euro словац. Euro словен. Evro хорв. Euro фін. Euro фр. Euro | €               | EUR     | Європейський центральний банк та Європейська система центральних банків | 1₴ = 0,02144 EUR | $1 = 0,8833 EUR    | Мальтійська ліра                   |
| Монако               | Євро                                   | Євроцент                  | англ. Euro грец. Ευρώ ест. Euro ірл. Euro ісп. Euro італ. Euro кат. Euro латис. Eiro лит. Euras мальт. Ewro нід. Euro нім. Euro порт. Euro словац. Euro словен. Evro хорв. Euro фін. Euro фр. Euro | €               | EUR     | Європейський центральний банк та Європейська система центральних банків | 1₴ = 0,02144 EUR | $1 = 0,8833 EUR    | Монакський франк                   |
| Нідерланди           | Євро                                   | Євроцент                  | англ. Euro грец. Ευρώ ест. Euro ірл. Euro ісп. Euro італ. Euro кат. Euro латис. Eiro лит. Euras мальт. Ewro нід. Euro нім. Euro порт. Euro словац. Euro словен. Evro хорв. Euro фін. Euro фр. Euro | €               | EUR     | Європейський центральний банк та Європейська система центральних банків | 1₴ = 0,02144 EUR | $1 = 0,8833 EUR    | Нідерландський гульден             |
| Німеччина            | Євро                                   | Євроцент                  | англ. Euro грец. Ευρώ ест. Euro ірл. Euro ісп. Euro італ. Euro кат. Euro латис. Eiro лит. Euras мальт. Ewro нід. Euro нім. Euro порт. Euro словац. Euro словен. Evro хорв. Euro фін. Euro фр. Euro | €               | EUR     | Європейський центральний банк та Європейська система центральних банків | 1₴ = 0,02144 EUR | $1 = 0,8833 EUR    | Німецька марка                     |
| Португалія           | Євро                                   | Євроцент                  | англ. Euro грец. Ευρώ ест. Euro ірл. Euro ісп. Euro італ. Euro кат. Euro латис. Eiro лит. Euras мальт. Ewro нід. Euro нім. Euro порт. Euro словац. Euro словен. Evro хорв. Euro фін. Euro фр. Euro | €               | EUR     | Європейський центральний банк та Європейська система центральних банків | 1₴ = 0,02144 EUR | $1 = 0,8833 EUR    | Португальське ескудо               |
| Сан-Марино           | Євро                                   | Євроцент                  | англ. Euro грец. Ευρώ ест. Euro ірл. Euro ісп. Euro італ. Euro кат. Euro латис. Eiro лит. Euras мальт. Ewro нід. Euro нім. Euro порт. Euro словац. Euro словен. Evro хорв. Euro фін. Euro фр. Euro | €               | EUR     | Європейський центральний банк та Європейська система центральних банків | 1₴ = 0,02144 EUR | $1 = 0,8833 EUR    | Санмаринська ліра                  |
| Словаччина           | Євро                                   | Євроцент                  | англ. Euro грец. Ευρώ ест. Euro ірл. Euro ісп. Euro італ. Euro кат. Euro латис. Eiro лит. Euras мальт. Ewro нід. Euro нім. Euro порт. Euro словац. Euro словен. Evro хорв. Euro фін. Euro фр. Euro | €               | EUR     | Європейський центральний банк та Європейська система центральних банків | 1₴ = 0,02144 EUR | $1 = 0,8833 EUR    | Словацька крона                    |
| Словенія             | Євро                                   | Євроцент                  | англ. Euro грец. Ευρώ ест. Euro ірл. Euro ісп. Euro італ. Euro кат. Euro латис. Eiro лит. Euras мальт. Ewro нід. Euro нім. Euro порт. Euro словац. Euro словен. Evro хорв. Euro фін. Euro фр. Euro | €               | EUR     | Європейський центральний банк та Європейська система центральних банків | 1₴ = 0,02144 EUR | $1 = 0,8833 EUR    | Словенський толар                  |
| Хорватія             | Євро                                   | Євроцент                  | англ. Euro грец. Ευρώ ест. Euro ірл. Euro ісп. Euro італ. Euro кат. Euro латис. Eiro лит. Euras мальт. Ewro нід. Euro нім. Euro порт. Euro словац. Euro словен. Evro хорв. Euro фін. Euro фр. Euro | €               | EUR     | Європейський центральний банк та Європейська система центральних банків | 1₴ = 0,02144 EUR | $1 = 0,8833 EUR    | Хорватська куна                    |
| Фінляндія            | Євро                                   | Євроцент                  | англ. Euro грец. Ευρώ ест. Euro ірл. Euro ісп. Euro італ. Euro кат. Euro латис. Eiro лит. Euras мальт. Ewro нід. Euro нім. Euro порт. Euro словац. Euro словен. Evro хорв. Euro фін. Euro фр. Euro | €               | EUR     | Європейський центральний банк та Європейська система центральних банків | 1₴ = 0,02144 EUR | $1 = 0,8833 EUR    | Фінляндська марка                  |
| Франція              | Євро                                   | Євроцент                  | англ. Euro грец. Ευρώ ест. Euro ірл. Euro ісп. Euro італ. Euro кат. Euro латис. Eiro лит. Euras мальт. Ewro нід. Euro нім. Euro порт. Euro словац. Euro словен. Evro хорв. Euro фін. Euro фр. Euro | €               | EUR     | Європейський центральний банк та Європейська система центральних банків | 1₴ = 0,02144 EUR | $1 = 0,8833 EUR    | Французький франк                  |
| Чорногорія           | Євро                                   | Євроцент                  | |                 |         |                                                                         |                  |                    | Німецька марка                     |
| Швейцарія            | Швейцарський франк                     | Рап / Сантим / Сентісімо  | нім. Schweizer Frank фр. Franc suisse італ. Franco svizzero ромш. Franc svizzer | ₣               | CHF     | Національний банк Швейцарії                                             | 1₴ = 0,01999 CHF | $1 = 0,824 CHF     | грошові одиниці окремих кантонів   |
| Ліхтенштейн          | Швейцарський франк                     | Рап / Сантим / Сентісімо  | нім. Schweizer Frank фр. Franc suisse італ. Franco svizzero ромш. Franc svizzer | ₣               | CHF     | Національний банк Швейцарії                                             | 1₴ = 0,01999 CHF | $1 = 0,824 CHF     | Австрійська крона                  |
| Азербайджан          | Азербайджанський манат                 | Гяпік                     | азерб. Azərbaycan manatı | ₼               | AZN     | Центральний Банк Азербайджанської Республіки                            | 1₴ = 0,04097 AZN | $1 = 1,688 AZN     | Радянський карбованець             |
| Албанія              | Албанський лек                         | Кіндарка                  | алб. Leku Shqiptar | L               | ALL     | Банк Албанії                                                            |                  |                    | Османська ліра                     |
| Білорусь             | Білоруський рубель                     | Копійка                   | біл. Беларускі рубель рос. Белорусский рубль | Br              | BYN     | Національний банк Республіки Білорусь                                   | 1₴ = BYN         | $1 = BYN           | Радянський карбованець             |
| Болгарія             | Болгарський лев                        | Стотинка                  | болг. Български лев | лв              | BGN     | Болгарський народний банк                                               | 1₴ = 0,04192 BGN | $1 = 1,728 BGN     | Османська ліра                     |
| Боснія і Герцеговина | Конвертовна марка Боснії і Герцеговини | Фенінг                    | босн. Konvertibilna marka хорв. Konvertibilna marka серб. Конвертибилна марка | KM              | BAM     | Центральний банк Боснії і Герцеґовини                                   | 1₴ = 0,04192 BAM | $1 = 1,728 BAM     | Динар Боснії і Герцеговини         |
| Велика Британія      | Фунт стерлінгів                        | Пенні                     | англ. Pound sterling | £               | GBP     | Банк Англії                                                             | 1₴ = 0,01809 GBP | $1 = 0,7456 GBP    | Англо-саксонський фунт             |
| Вірменія             | Вірменський драм                       | Лума                      | вірм. Հայկական դրամ | ֏               | AMD     | Центральний банк Республіки Вірменія                                    | 1₴ = AMD         | $1 = AMD           | Радянський карбованець             |
| Грузія               | Грузинський ларі                       | Тетрі                     | груз. ქართული ლარი | ₾               | GEL     | Національний банк Грузії                                                | 1₴ = 0,06602 GEL | $1 = 2,721 GEL     | Грузинський купон                  |
| Данія                | Данська крона                          | Ере                       | дан. Dansk krone | kr              | DKK     | Національний банк Данії                                                 | 1₴ = 0,1599 DKK  | $1 = 6,59 DKK      | Ріксдалер                          |
| Ісландія             | Ісландська крона                       | Ейре                      | ісл. Íslensk króna | kr              | ISK     | Центральний банк Ісландії                                               | 1₴ = 3,1 ISK     | $1 = 127,7 ISK     | Данська крона                      |
| Мальтійський орден   | Мальтійський скудо                     | Тарі (1/12) Грано (1/240) | італ. Scudo maltese |                 | —       | Монетний двір Мальтійського ордену                                      |                  |                    | —                                  |
| Молдова              | Молдовський лей                        | Бан                       | рум. Leu moldovenesc | L               | MDL     | Національний банк Молдови                                               | 1₴ = 0,42 MDL    | $1 = 17,31 MDL     | Молдовський купон                  |
| Норвегія             | Норвезька крона                        | Ере                       | норв. Norsk krone | kr              | NOK     | Норвезький банк                                                         | 1₴ = 0,2462 NOK  | $1 = 10,14 NOK     | Ріксдалер                          |
| Північна Македонія   | Македонський денар                     | Дені                      | мак. Македонски денар | ден.            | MKD     | Народний банк Північної Македонії                                       |                  |                    | Югославський динар                 |
| Польща               | Польський злотий                       | Грош                      | пол. Złoty polski | zł              | PLN     | Національний банк Польщі                                                | 1₴ = 0,09088 PLN | $1 = 3,745 PLN     | Польська марка                     |
| Росія                | Російський рубль                       | Копійка                   | рос. Российский рубль | ₽               | RUB     | Центральний банк Російської Федерації                                   | 1₴ = 1,935 RUB   | $1 = 79,75 RUB     | Радянський карбованець             |
| Румунія              | Румунський лей                         | Бан                       | рум. Leu românesc | L               | RON     | Національний банк Румунії                                               | 1₴ = 0,1089 RON  | $1 = 4,487 RON     | Османська ліра                     |
| Сербія               | Сербський динар                        | Пара                      | серб. Srpski dinar серб. Српски динар | din. / дин.     | RSD     | Народний банк Сербії                                                    | 1₴ = 2,514 RSD   | $1 = 103,6 RSD     | Югославський динар                 |
| Туреччина            | Турецька ліра                          | Куруш                     | тур. Türk Lirası | ₺               | TRY     | Центральний банк Турецької Республіки                                   | 1₴ = 0,9364 TRY  | $1 = 38,59 TRY     | Османська ліра                     |
| Угорщина             | Угорський форинт                       | Філлер                    | угор. Magyar forint | Ft              | HUF     | Угорський національний банк                                             | 1₴ = 8,628 HUF   | $1 = 355,6 HUF     | Угорський пенге                    |
| Україна              | Українська гривня                      | Копійка                   | укр. Українська гривня | ₴ / грн         | UAH     | Національний банк України                                               | —                | $1 = 41,21 UAH     | Український карбованець            |
| Чехія                | Чеська крона                           | Геллер                    | чеськ. Koruna česká | Kč              | CZK     | Національний банк Чехії                                                 | 1₴ = 0,5342 CZK  | $1 = 22,01 CZK     | Чехословацька крона                |
| Швеція               | Шведська крона                         | Ере                       | швед. Svensk krona | kr              | SEK     | Банк Швеції                                                             | 1₴ = 0,2325 SEK  | $1 = 9,579 SEK     | Ріксдалер                          |

1. 1 2 3 4  Не є членом Європейського Союзу, але використовує Євро за угодою із Європейським центральним банком
2. 1 2  Використовує Євро в односторонньому порядку, без дозволу Європейського центрального банку

## Азія
| Країна            | Грошова одиниця           | Сота частина   | Оригінальна назва                                                            | Символ або абр. | Код ISO | Центральний банк                                             | Курс до гривні    | Курс до долара США |
| ----------------- | ------------------------- | -------------- | ---------------------------------------------------------------------------- | --------------- | ------- | ------------------------------------------------------------ | ----------------- | ------------------ |
| Ізраїль           | Ізраїльський новий шекель | Агора          | івр. שקל חדש                                                                 | ₪               | ILS     | Банк Ізраїлю                                                 | 1₴ = 0,08612 ILS  | $1 = 3,549 ILS     |
| Палестина         | Ізраїльський новий шекель | Агора          | івр. שקל חדש                                                                 | ₪               | ILS     | Банк Ізраїлю                                                 | 1₴ = 0,08612 ILS  | $1 = 3,549 ILS     |
| Афганістан        | Афганський афгані         | Пул            | пушту افغانۍ                                                                 | ؋ / Af          | AFN     | Да Афганістан банк                                           |                   |                    |
| Бангладеш         | Бангладеська така         | Пойша          | бенг. বাংলাদেশী টাকা                                                                | ৳ / Tk          | BDT     | Банк Бангладеш                                               | 1₴ = 2,941 BDT    | $1 = 121,2 BDT     |
| Бахрейн           | Бахрейнський динар        | Філс (1/1000)  | араб. دينار بحريني                                                           | .د.ب / BD       | BHD     | Центральний банк Бахрейну                                    | 1₴ = 0,009124 BHD | $1 = 0,376 BHD     |
| Бруней            | Брунейський долар         | Цент           | малай. Ringgit Brunei                                                        | $               | BND     | Управління грошового обігу Брунею                            | 1₴ = 0,03132 BND  | $1 = 1,291 BND     |
| Бутан             | Бутанський нгултрум       | Чертум         | дзонґ-ке འབྲུག་གི་དངུལ་ཀྲམ།                                                       | Nu              | BTN     | Королівське валютне управління Бутану                        | 1₴ = 2,076 BTN    | $1 = 85,56 BTN     |
| В'єтнам           | В'єтнамський донг         | Су             | в'єт. Đồng                                                                   | ₫               | VND     | Державний банк В'єтнаму                                      | 1₴ = 625,9 VND    | $1 = 25 790 VND    |
| Ємен              | Єменський ріал            | Філс           | араб. ريال يمني                                                              | ﷼ / YR          | YER     | Центральний банк Ємену                                       |                   |                    |
| Індія             | Індійська рупія           | Пайса          | англ. Indian rupee гінді रुपया                                                 | ₹               | INR     | Резервний банк Індії                                         | 1₴ = 2,076 INR    | $1 = 85,56 INR     |
| Індонезія         | Індонезійська рупія       | Цент           | індонез. Rupiah                                                              | Rp              | IDR     | Банк Індонезії                                               | 1₴ = 395,7 IDR    | $1 = 16 300 IDR    |
| Ірак              | Іракський динар           | Філс (1/1000)  | араб. دينار عراقي                                                            | .د.ع / ID       | IQD     | Центральний банк Іраку                                       | 1₴ = IQD          | $1 = IQD           |
| Іран              | Іранський ріал            | Динар          | перс. ریال ایران                                                             | ﷼ / IR          | IRR     | Центральний банк Ісламської Республіки Іран                  | 1₴ = IRR          | $1 = IRR           |
| Йорданія          | Йорданський динар         | Філс (1/1000)  | араб. دينار أردني                                                            | .د.إ / JD       | JOD     | Центральний банк Йорданії                                    | 1₴ = 0,01721 JOD  | $1 = 0,709 JOD     |
| Казахстан         | Казахстанський теньге     | Тиїн           | каз. Қазақстан теңгесі                                                       | ₸               | KZT     | Національний банк Республіки Казахстан                       | 1₴ = 12,34 KZT    | $1 = 508,4 KZT     |
| Камбоджа          | Камбоджійський рієль      | Су             | кхмер. រៀល                                                                    | ៛               | KHR     | Національний банк Камбоджі                                   |                   |                    |
| Катар             | Катарський ріал           | Дирхам         | араб. ريال قطري                                                              | ﷼ / QR          | QAR     | Центральний банк Катару                                      | 1₴ = 0,08833 QAR  | $1 = 3,64 QAR      |
| Киргизстан        | Киргизький сом            | Тиїн           | кирг. Кыргыз сом                                                             | с               | KGS     | Національний банк Киргизької Республіки                      | 1₴ = KGS          | $1 = KGS           |
| КНР               | Китайський юань           | Финь           | кит.: 元 人民币                                                              | ¥               | CNY     | Народний банк Китаю                                          | 1₴ = 0,1749 CNY   | $1 = 7,206 CNY     |
| Кувейт            | Кувейтський динар         | Філс (1/1000)  | араб. دينار كويتي                                                            | .د.ك / KD       | KWD     | Центральний банк Кувейту                                     |                   |                    |
| Лаос              | Лаоський кіп              | Ат             | лаос. ເງີນກີບລາວ                                                               | ₭               | LAK     | Банк Лаоської Народно-Демократичної Республіки               |                   |                    |
| Ліван             | Ліванський фунт           | Піастр         | араб. ليرة لبناني                                                            | .ل.ل            | LBP     | Банк Лівану                                                  | 1₴ = 36,58 LBP    | $1 = 1508 LBP      |
| Малайзія          | Малайзійський рингіт      | Цент           | малай. Ringgit Malaysia                                                      | RM              | MYR     | Банк Негара Малайзія                                         | 1₴ = 0,1036 MYR   | $1 = 4,271 MYR     |
| Мальдіви          | Мальдівська руфія         | Ларі           | мальд. ދިވެހި ރުފިޔާ                                                               | .ރ / Rf         | MVR     | Мальдівське управління грошового обігу                       |                   |                    |
| Монголія          | Монгольський тугрик       | Мунгу          | монг. Төгрөг                                                                 | ₮               | MNT     | Монголбанк                                                   |                   |                    |
| М'янма            | М'янмський к'ят           | П'я            | бірм. မြန်မာကျပ်ငွေ                                                                 | K               | MMK     | Центральний банк М'янми                                      |                   |                    |
| Непал             | Непальська рупія          | Пайса          | неп. नेपाली रुपैयाँ                                                                 | Rs              | NPR     | Непал Растра банк                                            | 1₴ = 3,322 NPR    | $1 = 136,9 NPR     |
| ОАЕ               | Дирхам ОАЕ                | Філс           | араб. درهم إماراتي                                                           | .د.إ / Dh       | AED     | Центральний банк Об'єднаних Арабських Еміратів               | 1₴ = 0,08912 AED  | $1 = 3,673 AED     |
| Оман              | Оманський ріал            | Байза (1/1000) | араб. ريال عماني                                                             | ﷼ / RO          | OMR     | Центральний банк Оману                                       | 1₴ = 0,009331 OMR | $1 = 0,3845 OMR    |
| Пакистан          | Пакистанська рупія        | Пайса          | урду پاکستانی روپیہ англ. Pakistani rupee                                    | Rs              | PKR     | Державний банк Пакистану                                     |                   |                    |
| Південна Корея    | Південнокорейська вона    | —              | кор. 대한민국 원                                                             | ₩               | KRW     | Банк Кореї                                                   | 1₴ = 33,79 KRW    | $1 = 1393 KRW      |
| Північна Корея    | Північнокорейська вона    | Чон            | кор. 조선민주주의인민공화국 원                                               | 원              | KPW     | Центральний банк Корейської Народно-Демократичної Республіки |                   |                    |
| Саудівська Аравія | Саудівський ріал          | Халал          | араб. ريال سعودي                                                             | ﷼ / SR          | SAR     | Агентство грошового обігу Саудівської Аравії                 | 1₴ = 0,091 SAR    | $1 = 3,75 SAR      |
| Сінгапур          | Сінгапурський долар       | Цент           | англ. Singapore dollar малай. Dolar Singapura кит.: 新加坡元 там. சிங்கப்பூர் வெள்ளி | $               | SGD     | Грошово-кредитне управління Сінгапуру                        | 1₴ = 0,03132 SGD  | $1 = 1,291 SGD     |
| Сирія             | Сирійський фунт           | Піастр         | араб. الليرة السورية                                                         | .ل.س / S£       | SYP     | Центральний банк Сирії                                       |                   |                    |
| Східний Тимор     | Долар США                 | Цент           |                                                                              | $               | USD     | Федеральна резервна система                                  | 1₴ = 0,02427 USD  | —                  |
| Таджикистан       | Таджицький сомоні         | Дірам          | тадж. Сомонӣ                                                                 | с.              | TJS     | Центральний банк Таджикистану                                | 1₴ = TJS          | $1 = TJS           |
| Таїланд           | Тайський бат              | Сатанг         | тай. บาท                                                                     | ฿               | THB     | Банк Таїланду                                                | 1₴ = 0,7947 THB   | $1 = 32,75 THB     |
| Туркменістан      | Туркменський манат        | Тенне          | туркм. Türkmenistan manady                                                   | m               | TMT     | Центральний банк Туркменістану                               | 1₴ = TMT          | $1 = TMT           |
| Узбекистан        | Узбецький сум             | Тиїн           | узб. O‘zbek so‘mi узб. Ўзбек сўми                                            | so’m сўм        | UZS     | Центральний банк Узбекистану                                 | 1₴ = UZS          | $1 = UZS           |
| Філіппіни         | Філіппінський песо        | Сентаво        | тагал. Piso ng Pilipinas                                                     | ₱               | PHP     | Центральний банк Філіппін                                    | 1₴ = 1,351 PHP    | $1 = 55,66 PHP     |
| Шрі-Ланка         | Рупія Шрі-Ланки           | Цент           | синг. ශ්‍රී ලංකා රුපියල там. இலங்கை ரூபாய்                                                | Rs              | LKR     | Центральний банк Шрі-Ланки                                   |                   |                    |
| Японія            | Японська єна              | —              | яп. 円                                                                       | ¥               | JPY     | Банк Японії                                                  | 1₴ = 3,5 JPY      | $1 = 144,2 JPY     |

## Африка
| Країна                             | Грошова одиниця              | Сота частина       | Оригінальна назва                                          | Символ або абр. | Код ISO | Центральний банк                        | Курс до гривні   | Курс до долара США |
| ---------------------------------- | ---------------------------- | ------------------ | ---------------------------------------------------------- | --------------- | ------- | --------------------------------------- | ---------------- | ------------------ |
| Бенін                              | Західноафриканський франк    | —                  | фр. Franc de la Communauté financière africaine            | ₣               | XOF     | Центральний банк держав Західної Африки | 1₴ = 14,06 XOF   | $1 = 579,4 XOF     |
| Буркіна-Фасо                       | Західноафриканський франк    | —                  | фр. Franc de la Communauté financière africaine            | ₣               | XOF     | Центральний банк держав Західної Африки | 1₴ = 14,06 XOF   | $1 = 579,4 XOF     |
| Гвінея-Бісау                       | Західноафриканський франк    | —                  | фр. Franc de la Communauté financière africaine            | ₣               | XOF     | Центральний банк держав Західної Африки | 1₴ = 14,06 XOF   | $1 = 579,4 XOF     |
| Кот-д'Івуар                        | Західноафриканський франк    | —                  | фр. Franc de la Communauté financière africaine            | ₣               | XOF     | Центральний банк держав Західної Африки | 1₴ = 14,06 XOF   | $1 = 579,4 XOF     |
| Малі                               | Західноафриканський франк    | —                  | фр. Franc de la Communauté financière africaine            | ₣               | XOF     | Центральний банк держав Західної Африки | 1₴ = 14,06 XOF   | $1 = 579,4 XOF     |
| Нігер                              | Західноафриканський франк    | —                  | фр. Franc de la Communauté financière africaine            | ₣               | XOF     | Центральний банк держав Західної Африки | 1₴ = 14,06 XOF   | $1 = 579,4 XOF     |
| Сенегал                            | Західноафриканський франк    | —                  | фр. Franc de la Communauté financière africaine            | ₣               | XOF     | Центральний банк держав Західної Африки | 1₴ = 14,06 XOF   | $1 = 579,4 XOF     |
| Того                               | Західноафриканський франк    | —                  | фр. Franc de la Communauté financière africaine            | ₣               | XOF     | Центральний банк держав Західної Африки | 1₴ = 14,06 XOF   | $1 = 579,4 XOF     |
| Габон                              | Центральноафриканський франк | —                  | фр. Franc de la Coopération Financière en Afrique centrale | ₣               | XAF     | Банк держав Центральної Африки          | 1₴ = 14,06 XAF   | $1 = 579,4 XAF     |
| Екваторіальна Гвінея               | Центральноафриканський франк | —                  | фр. Franc de la Coopération Financière en Afrique centrale | ₣               | XAF     | Банк держав Центральної Африки          | 1₴ = 14,06 XAF   | $1 = 579,4 XAF     |
| Камерун                            | Центральноафриканський франк | —                  | фр. Franc de la Coopération Financière en Afrique centrale | ₣               | XAF     | Банк держав Центральної Африки          | 1₴ = 14,06 XAF   | $1 = 579,4 XAF     |
| Республіка Конго                   | Центральноафриканський франк | —                  | фр. Franc de la Coopération Financière en Afrique centrale | ₣               | XAF     | Банк держав Центральної Африки          | 1₴ = 14,06 XAF   | $1 = 579,4 XAF     |
| Центрально- африканська Республіка | Центральноафриканський франк | —                  | фр. Franc de la Coopération Financière en Afrique centrale | ₣               | XAF     | Банк держав Центральної Африки          | 1₴ = 14,06 XAF   | $1 = 579,4 XAF     |
| Чад                                | Центральноафриканський франк | —                  | фр. Franc de la Coopération Financière en Afrique centrale | ₣               | XAF     | Банк держав Центральної Африки          | 1₴ = 14,06 XAF   | $1 = 579,4 XAF     |
| Алжир                              | Алжирський динар             | Сантим             | араб. دينار جزائري                                         | .د.ج / DA       | DZD     | Банк Алжиру                             | 1₴ = 3,215 DZD   | $1 = 132,5 DZD     |
| Ангола                             | Ангольська кванза            | Сентимо            | порт. Kwanza de Angola                                     | Kz              | AOA     | Національний банк Анголи                |                  |                    |
| Ботсвана                           | Ботсванська пула             | Тхебе              | англ. Botswana pula                                        | P               | BWP     | Банк Ботсвани                           | 1₴ = 0,3257 BWP  | $1 = 13,42 BWP     |
| Бурунді                            | Бурундійський франк          | Сантим             | фр. Franc du Burundi                                       | ₣               | BIF     | Банк Республіки Бурунді                 |                  |                    |
| Гана                               | Ганський седі                | Песева             | англ. Ghanaian cedi                                        | ₵               | GHS     | Банк Гани                               | 1₴ = GHS         | $1 = GHS           |
| Гамбія                             | Гамбійський даласі           | Бутут              | англ. Gambian dalasi                                       | D               | GMD     | Центральний банк Гамбії                 |                  |                    |
| Гвінея                             | Гвінейський франк            | Сантим             | фр. Franc guinéen                                          | ₣               | GNF     | Центральний банк Гвінейської Республіки |                  |                    |
| Джибуті                            | Франк Джибуті                | Сантим             | араб. فرنك جيبوتي фр. Franc de Djibouti                    | ₣               | DJF     | Центральний банк Джибуті                | 1₴ = 4,313 DJF   | $1 = 177,7 DJF     |
| Еритрея                            | Еритрейська накфа            | Центів             | тигр. ናቅፋ араб. ناكفا إريترية                              | Nfk             | ERN     | Банк Еритреї                            | 1₴ = 0,364 ERN   | $1 = 15 ERN        |
| Есватіні                           | Свазілендський ліланґені     | Центів             | сваті Emalangeni англ. Swazi lilangeni                     | L               | SZL     | Центральний Банк Свазіленду             | 1₴ = 0,4341 SZL  | $1 = 17,89 SZL     |
| Ефіопія                            | Ефіопський бир               | Цент               | амх. የኢትዮጵያ ብር                                             | Br              | ETB     | Національний банк Ефіопії               |                  |                    |
| Єгипет                             | Єгипетський фунт             | Піастр             | араб. جنيه مصري                                            | ج.م / E£        | EGP     | Центральний банк Єгипту                 | 1₴ = 1,203 EGP   | $1 = 49,55 EGP     |
| Замбія                             | Замбійська квача             | Нгве               | англ. Zambian kwacha                                       | K               | ZMK     | Банк Замбії                             |                  |                    |
| Зімбабве                           | Долар США                    | Цент               |                                                            | $               | USD     | Федеральна резервна система             | 1₴ = 0,02427 USD | —                  |
| Кабо-Верде                         | Ескудо Кабо-Верде            | Сентаво            | порт. Escudo cabo-verdiano                                 | $               | CVE     | Банк Кабо-Верде                         | 1₴ = 2,364 CVE   | $1 = 97,4 CVE      |
| Кенія                              | Кенійський шилінг            | Цент               | суах. Shilingi ya Kenya англ. Kenyan shilling              | KSh             | KES     | Центральний банк Кенії                  |                  |                    |
| Коморські Острови                  | Коморський франк             | —                  | араб. فرنك قمري фр. Franc des Comores                      | ₣               | KMF     | Центральний банк Коморських Островів    | 1₴ = 10,55 KMF   | $1 = 434,6 KMF     |
| ДР Конго                           | Конголезький франк           | Сантим             | фр. Congolese Franc                                        | ₣               | CDF     | Центральний банк ДР Конго               |                  |                    |
| Ліберія                            | Ліберійський долар           | Цент               | англ. Liberian Dollar                                      | $               | LRD     | Центральний банк Ліберії                |                  |                    |
| Лівія                              | Лівійський динар             | Дирхам (1/1000)    | араб. دينار ليبي                                           | .د.ل / LD       | LYD     | Центральний банк Лівії                  | 1₴ = LYD         | $1 = LYD           |
| Лесото                             | Лоті Лесото                  | Цент               | англ. Lesotho loti                                         | L               | LSL     | Центральний банк Лесото                 | 1₴ = 0,4341 LSL  | $1 = 17,89 LSL     |
| Маврикій                           | Маврикійська рупія           | Цент               | англ. Mauritius Rupee фр. Roupie de Maurice                | Rs              | MUR     | Банк Маврикію                           | 1₴ = 1,11 MUR    | $1 = 45,72 MUR     |
| Мавританія                         | Мавританська угія            | Хумс (1/5)         | араб. أوقية موريتانية фр. Ouguiya mauritanienne            | UM              | MRO     | Центральний банк Мавританії             |                  |                    |
| Малаві                             | Малавійська квача            | Тамбала            | ньянджа Kwacha ya Malaŵi англ. Malawian kwacha             | K               | MWK     | Резервний банк Малаві                   |                  |                    |
| Мадагаскар                         | Малагасійський аріарі        | Іраймбіланья (1/5) | малаг. Ariary фр. Ariary malgache                          | Ar.             | MGA     | Центральний банк Мадагаскару            |                  |                    |
| Марокко                            | Марокканський дирхам         | Сантим             | араб. درهم مغربي                                           | .د.م / Dh       | MAD     | Банк аль-Магриб                         |                  | $1 = MAD           |
| Мозамбік                           | Мозамбіцький метікал         | Сентаво            | порт. Metical de Moçambique                                | MT              | MZN     | Банк Мозамбіку                          |                  |                    |
| Намібія                            | Намібійський долар           | Цент               | англ. Namibian dollar                                      | N$              | NAD     | Банк Намібії                            |                  |                    |
| Нігерія                            | Нігерійська найра            | Кобо               | англ. Nigerian naira                                       | ₦               | NGN     | Центральний банк Нігерії                |                  |                    |
| ПАР                                | Південноафриканський ранд    | Цент               | англ. South African rand афр. Suid-Afrikaanse rand         | R               | ZAR     | Південно-Африканський резервний банк    | 1₴ = 0,4341 ZAR  | $1 = 17,89 ZAR     |
| Південний Судан                    | Південносуданський фунт      | Піастр             | англ. South Sudanese pound                                 | SSP             | SSP     | Банк Південного Судану                  |                  |                    |
| Руанда                             | Руандійський франк           | Сантим             | англ. Rwandan franc фр. Franc rwandais                     | ₣               | RWF     | Національний банк Руанди                |                  |                    |
| Сан-Томе і Принсіпі                | Добра Сан-Томе і Принсіпі    | Сентімо            | порт. Dobra são-tomense                                    | Db              | STN     | Центральний банк Сан-Томе і Принсіпі    |                  |                    |
| Сейшельські Острови                | Сейшельська рупія            | Цент               | фр. Roupie seychelloise англ. Seychellois rupee            | Rs              | SCR     | Центральний Банк Сейшельських Островів  |                  |                    |
| Сомалі                             | Сомалійський шилінг          | Цент               | сом. Shilin Soomaali араб. شلن صومالي                      | S               | SOS     | Центральний банк Сомалі                 |                  |                    |
| Судан                              | Суданський фунт              | Піастр             | араб. جنيه سوداني англ. Sudanese pound                     | £               | SDG     | Центральний банк Судану                 |                  |                    |
| Сьєрра-Леоне                       | Леоне Сьєрра-Леоне           | Цент               | англ. Sierra Leonean leone                                 | Le              | SLL     | Банк Сьєрра-Леоне                       |                  |                    |
| Танзанія                           | Танзанійський шилінг         | Цент               | англ. Tanzanian shilling суах. Shilingi ya Tanzania        | TSh             | TZS     | Банк Танзанії                           |                  |                    |
| Туніс                              | Туніський динар              | Міллім             | араб. دينار تونسي                                          | .د.ت / TD       | TND     | Центральний банк Тунісу                 | 1₴ = 0,07242 TND | $1 = 2,984 TND     |
| Уганда                             | Угандійський шилінг          | Цент               | англ. Ugandan shilling                                     | USh             | UGX     | Банк Уганди                             |                  |                    |

## Північна Америка
| Країна                   | Грошова одиниця               | Сота частина | Оригінальна назва                | Символ або абр. | Код ISO | Центральний банк                           | Курс до гривні   | Курс до долара США |
| ------------------------ | ----------------------------- | ------------ | -------------------------------- | --------------- | ------- | ------------------------------------------ | ---------------- | ------------------ |
| Антигуа і Барбуда        | Східнокарибський долар        | Цент         | англ. East Caribbean dollar      | $               | XCD     | Східнокарибський центральний банк          | 1₴ = 0,06552 XCD | $1 = 2,7 XCD       |
| Домініка                 | Східнокарибський долар        | Цент         | англ. East Caribbean dollar      | $               | XCD     | Східнокарибський центральний банк          | 1₴ = 0,06552 XCD | $1 = 2,7 XCD       |
| Гренада                  | Східнокарибський долар        | Цент         | англ. East Caribbean dollar      | $               | XCD     | Східнокарибський центральний банк          | 1₴ = 0,06552 XCD | $1 = 2,7 XCD       |
| Сент-Кіттс і Невіс       | Східнокарибський долар        | Цент         | англ. East Caribbean dollar      | $               | XCD     | Східнокарибський центральний банк          | 1₴ = 0,06552 XCD | $1 = 2,7 XCD       |
| Сент-Люсія               | Східнокарибський долар        | Цент         | англ. East Caribbean dollar      | $               | XCD     | Східнокарибський центральний банк          | 1₴ = 0,06552 XCD | $1 = 2,7 XCD       |
| Сент-Вінсент і Гренадини | Східнокарибський долар        | Цент         | англ. East Caribbean dollar      | $               | XCD     | Східнокарибський центральний банк          | 1₴ = 0,06552 XCD | $1 = 2,7 XCD       |
| США                      | Долар США                     | Цент         | англ. United States dollar       | $               | USD     | Федеральна резервна система                | 1₴ = 0,02427 USD | —                  |
| Сальвадор                | Долар США                     | Цент         | англ. United States dollar       | $               | USD     | Федеральна резервна система                | 1₴ = 0,02427 USD | —                  |
| Багамські Острови        | Багамський долар              | Цент         | англ. Bahamian dollar            | $               | BSD     | Центральний банк Багамських островів       | 1₴ = 0,02427 BSD | $1 = 1 BSD         |
| Барбадос                 | Барбадоський долар            | Цент         | англ. Barbadian dollar           | $               | BBD     | Центральний банк Барбадосу                 | 1₴ = 0,04853 BBD | $1 = 2 BBD         |
| Беліз                    | Белізький долар               | Цент         | англ. Belize dollar              | $               | BZD     | Центральний банк Белізу                    | 1₴ = 0,04853 BZD | $1 = 2 BZD         |
| Гаїті                    | Гаїтянський гурд              | Сантим       | фр. Gourde haïtienne             | G               | HTG     | Банк Республіки Гаїті                      |                  |                    |
| Гватемала                | Гватемальський кетсаль        | Сентаво      | ісп. Quetzal guatemalteco        | Q               | GTQ     | Банк Гватемали                             |                  |                    |
| Гондурас                 | Гондураська лемпіра           | Сентаво      | ісп. Lempira hondureño           | L               | HNL     | Центральний банк Гондурасу                 |                  |                    |
| Домініканська Республіка | Домініканський песо           | Сентаво      | ісп. Peso dominicano             | $               | DOP     | Центральний банк Домініканської Республіки |                  |                    |
| Канада                   | Канадський долар              | Цент         | англ. Canadian dollar            | $               | CAD     | Банк Канади                                | 1₴ = 0,03361 CAD | $1 = 1,385 CAD     |
| Коста-Рика               | Костариканський колон         | Сентімо      | ісп. Colón costarricense         | ₡               | CRC     | Центральний банк Коста-Рики                |                  |                    |
| Куба                     | Кубинський песо               | Сентаво      | ісп. Peso cubano                 | $               | CUP     | Центральний банк Куби                      |                  |                    |
| Куба                     | Кубинський конвертований песо | Сентаво      | ісп. Peso cubano convertible     | $               | CUC     | Центральний банк Куби                      |                  |                    |
| Мексика                  | Мексиканський песо            | Сентаво      | ісп. Peso mexicano               | $               | MXN     | Банк Мексики                               | 1₴ = 0,4647 MXN  | $1 = 19,15 MXN     |
| Нікарагуа                | Нікарагуанська кордоба        | Сентаво      | ісп. Córdoba nicaragüense        | $               | NIO     | Центральний банк Нікарагуа                 |                  |                    |
| Панама                   | Панамське бальбоа             | Сентесімо    | ісп. Balboa panameño             | B/.             | PAB     | Національний банк Панами                   | 1₴ = 0,02427 PAB |                    |
| Тринідад і Тобаго        | Долар Тринідаду і Тобаго      | Цент         | англ. Trinidad and Tobago dollar | $               | TTD     | Центральний банк Тринідаду та Тобаго       | 1₴ = 0,1517 TTD  | $1 = 6,251 TTD     |
| Ямайка                   | Ямайський долар               | Цент         | англ. Jamaican dollar            | $               | JMD     | Банк Ямайки                                |                  |                    |

## Південна Америка
| Країна    | Грошова одиниця        | Сота частина | Оригінальна назва      | Символ або абр. | Код ISO | Центральний банк                          | Курс до гривні   | Курс до долара США |
| --------- | ---------------------- | ------------ | ---------------------- | --------------- | ------- | ----------------------------------------- | ---------------- | ------------------ |
| Аргентина | Аргентинський песо     | Сентаво      | ісп. Peso argentino    | $               | ARS     | Центральний банк Аргентинської Республіки |                  |                    |
| Болівія   | Болівійський болівіано | Сентаво      | ісп. Boliviano         | $               | BOB     | Центральний банк Болівії                  |                  |                    |
| Бразилія  | Бразильський реал      | Сентаво      | порт. Brasileira real  | $               | BRL     | Центральний банк Бразилії                 | 1₴ = 0,1373 BRL  | $1 = 5,657 BRL     |
| Венесуела | Суверенний Болівар     | Сентімо      | ісп. Bolívar Soberano  | Bs.             | VES     | Центральний банк Венесуели                |                  |                    |
| Гаяна     | Гаянський долар        | Цент         | англ. Guyana Dollar    | $               | GYD     | Банк Гаяни                                |                  |                    |
| Еквадор   | Долар США              | Цент         |                        | $               | USD     | Федеральна резервна система               | 1₴ = 0,02427 USD | —                  |
| Колумбія  | Колумбійський песо     | Сентаво      | ісп. Peso colombiano   | $               | COP     | Банк Республіки                           | 1₴ = COP         | $1 = COP           |
| Парагвай  | Парагвайський гуарані  | Сентімо      | ісп. Guaraní paraguayo | ₲               | PYG     | Центральний банк Парагваю                 |                  |                    |
| Перу      | Перуанський соль       | Сентімо      | ісп. Sol peruano       | S/              | PEN     | Центральний Банк Перу                     | 1₴ = PEN         | $1 = PEN           |
| Суринам   | Суринамський долар     | Цент         | нід. Surinaamse dollar | $               | SRD     | Центральний банк Суринаму                 |                  |                    |
| Уругвай   | Уругвайський песо      | Сентесімо    | ісп. Peso uruguayo     | $               | UYU     | Центральний банк Уругваю                  | 1₴ = UYU         | $1 = UYU           |
| Чилі      | Чилійський песо        | Сентесімо    | ісп. Peso chileno      | $               | CLP     | Центральний банк Чилі                     | 1₴ = CLP         | $1 = CLP           |

## Австралія та Океанія
| Країна                       | Грошова одиниця            | Сота частина | Оригінальна назва                           | Символ або абр. | Код ISO | Центральний банк                      | Курс до гривні   | Курс до долара США |
| ---------------------------- | -------------------------- | ------------ | ------------------------------------------- | --------------- | ------- | ------------------------------------- | ---------------- | ------------------ |
| Маршаллові Острови           | Долар США                  | Цент         |                                             | $               | USD     | Федеральна резервна система           | 1₴ = 0,02427 USD | —                  |
| Федеративні Штати Мікронезії | Долар США                  | Цент         |                                             | $               | USD     | Федеральна резервна система           | 1₴ = 0,02427 USD | —                  |
| Палау                        | Долар США                  | Цент         |                                             | $               | USD     | Федеральна резервна система           | 1₴ = 0,02427 USD | —                  |
| Австралія                    | Австралійський долар       | Цент         | англ. Australian dollar                     | $               | AUD     | Резервний банк Австралії              | 1₴ = 0,03761 AUD | $1 = 1,55 AUD      |
| Кірибаті                     | Австралійський долар       | Цент         | англ. Australian dollar                     | $               | AUD     | Резервний банк Австралії              | 1₴ = 0,03761 AUD | $1 = 1,55 AUD      |
| Науру                        | Австралійський долар       | Цент         | англ. Australian dollar                     | $               | AUD     | Резервний банк Австралії              | 1₴ = 0,03761 AUD | $1 = 1,55 AUD      |
| Тувалу                       | Австралійський долар       | Цент         | англ. Australian dollar                     | $               | AUD     | Резервний банк Австралії              | 1₴ = 0,03761 AUD | $1 = 1,55 AUD      |
| Тувалу                       | Долар Тувалу               | Цент         | англ. Tuvaluan dollar                       | $               | TVD     | Уряд Тувалу                           | 1₴ = 0,03761 TVD | $1 = 1,55 TVD      |
| Вануату                      | Вануатський вату           | —            | фр. Vatu du Vanuatu англ. Vanuatu vatu      | Vt              | VUV     | Резервний банк Вануату                |                  |                    |
| Нова Зеландія                | Новозеландський долар      | Цент         | англ. New Zealand dollar                    | $               | NZD     | Резервний банк Нової Зеландії         | 1₴ = 0,04088 NZD | $1 = 1,685 NZD     |
| Папуа Нова Гвінея            | Папуа-Новогвінейська кіна  | Тойя         | англ. Papua New Guinean kina ток-пісін Kina | K               | PGK     | Банк Папуа Нової Гвінеї               |                  |                    |
| Самоа                        | Самоанська тала            | Сене         | англ. Samoan tālā                           | $               | WST     | Центральний банк Самоа                |                  |                    |
| Соломонові Острови           | Долар Соломонових Островів | Цент         | англ. Solomon Islands dollar                | $               | SBD     | Центральний банк Соломонових Островів |                  |                    |
| Тонга                        | Тонганська паанга          | Сеніті       | тонг. Paʻanga англ. Tongan paʻanga          | $               | TOP     | Національний резервний банк Тонга     |                  |                    |
| Фіджі                        | Фіджійський долар          | Цент         | англ. Fiji Dollar гінді फ़िजी डॉलर              | $               | FJD     | Резервний банк Фіджі                  |                  |                    |

## Держави з обмеженим визнанням
| Країна                        | Країна, яка стверджує свою юрисдикцію | Грошова одиниця         | Сота частина | Оригінальна назва                                                               | Символ або абр. | Центральний банк                       |
| ----------------------------- | ------------------------------------- | ----------------------- | ------------ | ------------------------------------------------------------------------------- | --------------- | -------------------------------------- |
| Республіка Абхазія            | Грузія                                | Абхазький апсар         | —            | абх. Аԥсар рос. Абхазький апсар                                                 | Аҧ              | Банк Абхазії                           |
| Західна Сахара                | Марокко                               | Сахравійська песета     | Сентім       | араб. بيزيتا صحراوية ісп. Peseta saharaui                                       | ₧               | Полісаріо                              |
| Нагірно-Карабаська Республіка | Азербайджан                           | Карабаський драм        | Лум          | вірм. Ղարաբաղի Դրամ                                                             | ֏               | Міністерство фінансів НКР              |
| Придністров'я                 | Молдова                               | Придністровський рубль  | Копійка      | рум. Рублэ Транснистрянэ укр. Придністровський рубль рос. Приднестровский рубль |                 | Придністровський республіканський банк |
| Сомаліленд                    | Сомалі                                | Сомалілендський шилінг  | Цент         | сом. Shillin Somaliland                                                         | Sh.             | Банк Сомаліленду                       |
| Тайвань                       | КНР                                   | Новий тайванський долар | Цент         | кит.: 新臺幣 / 新台幣                                                           | $               | Центральний банк Республіки Китай      |

## Залежні території
| Територія                                           | Країна          | Грошова одиниця                    | Сота частина | Оригінальна назва                                            | Символ або абр. | Код ISO | Центральний банк                                 | Курс до гривні   | Курс до долара США | Курс до одиниці країни-"метрополії" |
| --------------------------------------------------- | --------------- | ---------------------------------- | ------------ | ------------------------------------------------------------ | --------------- | ------- | ------------------------------------------------ | ---------------- | ------------------ | ----------------------------------- |
| Волліс і Футуна                                     | Франція         | Французький тихоокеанський франк   | —            | фр. Franc Pacifique                                          | ₣               | XPF     | Емісійний інститут заморських територій Франції  | 1₴ = 2,558 XPF   | $1 = 105,4 XPF     | 1 EUR = 119,3 XPF                   |
| Нова Каледонія                                      | Франція         | Французький тихоокеанський франк   | —            | фр. Franc Pacifique                                          | ₣               | XPF     | Емісійний інститут заморських територій Франції  | 1₴ = 2,558 XPF   | $1 = 105,4 XPF     | 1 EUR = 119,3 XPF                   |
| Французька Полінезія                                | Франція         | Французький тихоокеанський франк   | —            | фр. Franc Pacifique                                          | ₣               | XPF     | Емісійний інститут заморських територій Франції  | 1₴ = 2,558 XPF   | $1 = 105,4 XPF     | 1 EUR = 119,3 XPF                   |
| Кюрасао                                             | Нідерланди      | Нідерландський антильський гульден | Цент         | нід. Antilliaanse gulden англ. Netherlands Antillean guilder | ƒ               | ANG     | Центральний банк Кюрасао і Сінт-Мартена          | 1₴ = 0,04344 ANG | $1 = 1,79 ANG      | 1 EUR = 2,026 ANG                   |
| Сінт-Мартен                                         | Нідерланди      | Нідерландський антильський гульден | Цент         | нід. Antilliaanse gulden англ. Netherlands Antillean guilder | ƒ               | ANG     | Центральний банк Кюрасао і Сінт-Мартена          | 1₴ = 0,04344 ANG | $1 = 1,79 ANG      | 1 EUR = 2,026 ANG                   |
| Аруба                                               | Нідерланди      | Арубський флорин                   | Цент         | нід. Arubaanse florin пап'ям. Florin di Aruba                | ƒ               | AWG     | Центральний банк Аруби                           | 1₴ = 0,04344 AWG | $1 = 1,79 AWG      | 1 EUR = 2,026 AWG                   |
| Бермудські Острови                                  | Велика Британія | Бермудський долар                  | Цент         | англ. Bermudian dollar                                       | $               | BMD     | Управління грошового обігу Бермудських Островів  | 1₴ = 0,02427 BMD | $1 = 1 BMD         | 1 GBP = 1,341 BMD                   |
| Гернсі                                              | Велика Британія | Гернсійський фунт                  | Пенс         | англ. Guernsey pound                                         | £               | GGP     | Казначейство Гернсі                              | 1₴ = 0,01809 GGP | $1 = 0,7456 GGP    | 1 GBP = 1 GGP                       |
| Гібралтар                                           | Велика Британія | Гібралтарський фунт                | Пенс         | англ. Gibraltar pound                                        | £               | GIP     | Уряд Гібралтару                                  | 1₴ = 0,01809 GIP | $1 = 0,7456 GIP    | 1 GBP = 1 GIP                       |
| Гонконг                                             | КНР             | Гонконгський долар                 | Цент         | кит.: 港圓 англ. Hong Kong dollar                            | $               | HKD     | Управління грошового обігу Гонконгу              | 1₴ = 0,1893 HKD  | $1 = 7,8 HKD       | 1 CNY = 1,082 HKD                   |
| Джерсі                                              | Велика Британія | Джерсійський фунт                  | Пенс         | англ. Jersey pound                                           | £               | JEP     | Казначейство Джерсі                              | 1₴ = 0,01809 JEP | $1 = 0,7456 JEP    | 1 GBP = 1 JEP                       |
| Кайманові Острови                                   | Велика Британія | Долар Кайманових Островів          | Цент         | англ. Cayman Islands dollar                                  | $               | KYD     | Управління грошового обігу Кайманових Островів   | 1₴ = 0,02022 KYD | $1 = 0,8333 KYD    | 1 GBP = 1,118 KYD                   |
| Макао                                               | КНР             | Аоминська патака                   | Аво          | кит.: 澳門圓 порт. Pataca macaense                           | $               | MOP     | Управління грошового обігу Аоминя                | 1₴ = 0,195 MOP   | $1 = 8,034 MOP     | 1 CNY = 1,115 MOP                   |
| Острів Мен                                          | Велика Британія | Фунт острова Мен                   | Пенс         | англ. Manx pound менс. Punt Manninagh                        | £               | IMP     | Казначейство острова Мен                         | 1₴ = 0,01809 IMP | $1 = 0,7456 IMP    | 1 GBP = 1 IMP                       |
| Острови Святої Єлени, Вознесіння і Тристан-да-Кунья | Велика Британія | Фунт Святої Єлени                  | Пенс         | англ. Saint Helena pound                                     | £               | SHP     | Уряд Святої Єлени                                | 1₴ = 0,01809 SHP | $1 = 0,7456 SHP    | 1 GBR = 1 SHP                       |
| Фарерські острови                                   | Данія           | Фарерська крона                    | Ере          | дан. Færøsk krone фар. Føroysk króna                         | kr              | FOK     | Національний банк Данії                          |                  |                    | 1 DKK = 1 FOK                       |
| Фолклендські Острови                                | Велика Британія | Фолклендський фунт                 | Пенс         | англ. Falkland Islands pound                                 | £               | FKP     | Комісія з грошового обігу Фолклендських Островів | 1₴ = 0,01809 FKP | $1 = 0,7456 FKP    | 1 GBP = 1 FKP                       |